# 顶超
顶超（英語：toplap）是层序顶界的超失，一系列低角度倾斜的地层依次终止于水平或更小倾角的顶界面，每一傾斜地層的尖滅點往盆地方向超越早一傾斜地層的尖滅點，是海平面相对静止的标志。